# 哈坎·耶尔马兹
哈坎·耶尔马兹（土耳其語：Hakan Yılmaz，1982年4月1日—），土耳其男子举重运动员。他曾代表土耳其参加世界举重锦标赛，获得一枚银牌。他也曾参加2004年夏季奥林匹克运动会。